# Повесть о шляхетском сыне
«Гистория о некоем шляхецком сыне, како через высокую и славную свою науку заслужил себе высокую славу и честь и ковалерской чин и како за добрые свои поступки пожалован королевичем в Англии» или «Повесть о шляхетском сыне» — одна из русских повестей начала XVIII века, распространявшихся в рукописном виде. Считается одним из наиболее ярких литературных произведений этой эпохи.
Главный герой повести — дворянин из незнатного рода, который отличается «остростью разума» и образованностью. В него влюбляется единственная дочь цесаря. Она рассказывает отцу о своём желании стать женой «шляхецкого сына», но придворные убеждают цесаря отправить главного героя в Англию, на верную смерть. В финале и шляхетский сын, и цесаревна трагически погибают.
Повесть сохранилась в составе одного рукописного сборника, который датируют началом 1740-х годов. Судя по ряду явных ошибок в тексте, она переписывалась несколько раз, а значит, была создана существенно раньше и пользовалась определённой популярностью. Исследователи констатируют, что автор повести настаивал (в духе петровской эпохи) на принципиальной важности для оценки героев их личных способностей и заслуг. Аристократы здесь изображены как люди косные и нравственно ущербные; женские персонажи в повести открыто заявляют о своём праве на любви и бросают вызов обществу.
Учёные находят в «Повести о шляхетском сыне» определённые сюжетные параллели с «Повестью о российском кавалере Александре».